# Skvotiranje
Skvotiranje je zaposedanje prostora bez dozvole vlasnika. Najčešće se zaposedaju dugo vremena prazni i zapušteni prostori, koji su u javnom vlasništvu ili čija je vlasnička situacija nejasna. U srpskom zakonodavstvu skvotiranje radi stanovanja je odavno poznato pod nazivom bespravno useljenje. Postoji urbano skvotiranje, tj. useljenje praznih prostora, i ruralno skvotiranje, odnosno naseljavanje zemlje.
Skvotiranje može biti sredstvo preživljavanja kao i politički čin. Neki skvoteri smatraju da zauzimanjem praznih stanova upražnjavaju svoje pravo na preživljavanje. Sa druge strane, odbijajući da plate kiriju, skvoteri se odupiru sticanju profita na smeštaju. Skvoteri smatraju da je duboko pogrešna ideja da pristojan smeštaj može imati samo onaj ko plati i veruju da je to osnovno ljudsko pravo, koje nije na prodaju. Ideja skvotiranja podrazumeva reviziju koncepta privatne svojine, koja ne znači njeno ukidanje, ali podrazumeva ukidanje njene svemoći i uvodi obaveze vlasnika svojine u odnosu na zajednicu. Skvotiranje pruža priliku za uspostavljanje raznih inicijativa, bez prevelikih resursa i nepotrebne birokratije.
Skvotovi se najčešće koriste za stanovanje ili kao javni prostori tj. društveni centri, a neretko se njihovi sadržaji preklapaju – oni su i mesta za život i prostori za ispoljavanje društvenosti. Nekada bezimene zgrade, skvotiranjem postaju kultna mesta za omladinu u kojima zaživljavaju razne inicijative kao što su besplatno prenoćište, besplatna radnja, besplatna vegetarijanska hrana, alternativna biblioteka, računarski centar sa slobodnim softverom, infošop, sitoštampa, štamparija, izdavanje fanzina i časopisa, slobodni radio, politički kolektivi, prostor za sastanke i okupljanja, prostor za svirke, nekomercijalni kafići, zadruge, umetničke galerije, pozorište, bioskop, pravno savetovalište za emigrante, ženski centri, radionice za bicikle, razne radionice, grupe podrške i terapijske grupe, vrtići, alternativne škole, itd. Skvotirana zemljišta se pretvaraju u obradive površine na kojima se uzgaja organsko voće i povrće. Ipak svaki skvot, pre ili kasnije, prestaje da postoji (iseljenjem ili legalizacijom), pa je privremenost bitno obeležje skvotova. Mnogi skvoteri se protive legalizaciji jer se u tom slučaju skvot mora prilagoditi datim okvirima, stvara se dodatni trošak pa se neki stanari moraju iseliti ili raditi za kiriju, a aktivnosti skvotera moraju biti konformirane.
Skvoter je širok pojam koji obuhvata seljake bezemljaše iz Južne Amerike koji zauzimaju neobrađenu zemlju da bi preživeli, zapadnoevropske skvotere aktiviste koji se bore za autonomne zone u urbanim sredinama, beskućnike iz celog sveta koji traže krov nad glavom, itd. Reč skvoter je izvorno nastala u Severnoj Americi u 19. veku, za pionire koji su naseljavali udaljene zemlje, bez dozvole i plaćanja poreza. Skvoteri se obično dele u dve osnovne grupe: skvoteri iz nužde, egzistencijalno ugroženi, koji nemaju krov nad glavnom (beskućnici, podstanari, izbeglice...) i skvoteri iz ubeđenja, (aktivisti, umetnici, kulturni radnici itd...) kojima je potreban prostor za ostvarivanje ideja. Skvoteri smatraju da otvaranjem zgrada koje leže napuštene, pružaju javno dobro. Oni ne zauzimaju prostor u kojem neko živi ili koji neko koristi, već preuređuju i oživljavaju prostore koje su drugi napustili. U poslednje vreme se skvotiranje sve manje shvata kao uzurpacija a sve više kao reciklaža prostora, tj. pretvaranje zapuštenog i nekorišćenog u živi prostor.

## Vrste skvotiranja
Hans Pruijt, profesor Fakulteta društvenih nauka u Roterdamu, razvija tipologiju od 5 osnovnih vrsta skvotiranja u Zapadnoj Evropi: 
1. Skvotiranje izazvano stambenom nestašicom (deprivation based squatting), na koje se iz krajnje nužde odvažuju stambeno ugroženi (beskućnici, podstanari, itd.), koji nemaju mnogo izbora.
2. Skvotiranje za alternativno stanovanje (squatting as an alternative housing strategy), radi života u zajednici, komuni i slično, umesto u uobičajenoj porodici.
3. Preduzetno skvotiranje (entrepreneurial squatting), radi otvaranja kulturnih i društvenih centara i drugih mesta od javnog značaja.
4. Konzervacijsko skvotiranje (conservational squatting), radi očuvanja istorijskih građevina odnosno sprečavanja od rušenja.
5. Političko skvotiranje (political squatting), zarad iskazivanja političkog stava o prirodi svojine i društva i stvaranja autonomnih prostora.

Ponekad se navodi i turističko skvotiranje, koje je bilo rasprostranjeno u Amsterdamu tokom 1970-ih, od strane turista koji su dolazili preko leta i privremeno koristili prazne prostore ne plaćajući prenoćište.

## Skvoterski pokret
Kaže se da je zaposedanje staro koliko i posedovanje jer je posed, izvorno, komad zemlje zauzet od osobe koja na to polaže prava (jer je prva stigla, radila ili gradila na njoj). Ipak, skvotiranje se vremenom javlja negde manje, a negde više organizovano, a od 1960-tih godina se toliko raširilo da se ne može više govoriti o izolovanim akcijama pojedinaca već o novom društvenom pokretu. Skvoterski pokret se tokom nekoliko decenija postojanja delimično osamostaljuje od anarhističkog i levičarskog pokreta u čijem je okrilju rastao. Skvotovi su od 1970-ih u Evropi baza društvenih pokreta i u bliskoj vezi sa novim društvenim pokretima, autonomnim pokretom, alterglobalističkim pokretom, itd. Skvoteri često navode argument da je rast broja beskućnika i ljudi koji žive u lošim uslovima proporcionalan rastu broja neiskorišćenih i praznih prostora. Zbog marginalizovanja od strane masovnih medija, skvoteri su stvorili svoje medije: pamflete, grafite, fanzine, otvorene debate, infošopove, časopise, novine, distribucije pa čak i izdavačke kuće. U svetu je skvoterski pokret veoma razvijen, pogotovo u Zapadnoj Evropi i Južnoj Americi. U Evropi prema nezvaničnim procenama postoji nekoliko hiljada skvotova a najviše ih je u Barseloni, Amsterdamu, Berlinu, Milanu, Londonu, itd. gde postoji već par generacija ljudi koji žive u skvotovima. Mnogi narodi, kod kojih je pokret odavno prisutan, imaju za skvotiranje svoju reč. U Španiji se kaže okupa, na nemačkom hausbesetzung, na holandskom kraken, a Italijani za skvot kažu casa occupata. Ostali narodi koriste izvedenice reči squat, iz engleskog jezika.

### Brazil
Skvoterski pokret u Brazilu obuhvata kako urbano skvotiranje, tj. useljavanje praznih prostora po gradovima, tako i ruralno skvotiranje, odnosno naseljavanje zemlje. Najpoznatiji, ali ne jedini, društveni pokret koji naseljava zemlju u Brazilu, je pokret zemljoradnika bez zemlje (portugalski: Movimento dos Trabalhadores Rurais Sem Terra) ili pokret bezemljaša. Mnogo njih je ubijeno tokom decenija borbi za zemlju. U Sao Paolu se nalazi i najveća skvotirana zgrada na svetu, Prestes Maia.

### Italija
Iako je skvotiranje u Italiji poznato još od 1950-ih godina (vidi: Bussana Vecchia), pokret zaposednutih i samoupravnih društvenih centara (italijanski: Centri Sociali occupati e autogestiti, skraćeno CSOA) nastaje 1970-ih i usko je vezan za italijanski autonomni pokret. U Italiji skvotiranje služi za pribavljanje prostora gde se može praktikovati alternativni oblik društvenosti, izvan okvira masovne potrošačke kulture. Procenjuje se da ima oko 150 socijalnih centara u Italiji.

### Španija
Skvoterski pokret u Španiji, a pogotovo u Barseloni, je danas jedan od najrazvijenijih u Evropi. Pokret je naročito jak u industrijski više razvijenim regionima Španije, kao što su Katalonija, Madrid, Baskija, itd. U Španiji skvoteri naseljavaju i napuštena sela na Pirinejima, a u Barseloni se izdaje nedeljni vodič kroz skvotove.

### Holandija
Skvoterski pokret u Holandiji je započeo još 1965. godine, a svoj vrhunac doživljava početkom 1980-tih, koje se smatraju “zlatnim godinama” skvoterskog pokreta. U amsterdamski pokret je veoma jak i u svakom trenutku broji nekoliko hiljada skvotera u nekoliko stotina zauzetih prostora. U Amsterdamu postoji Skvoterska skupština koja se sastaje jednom nedeljno i iznosi popis praznih prostora povoljnih za skvotiranje.

### Nemačka
Skvoterski pokret u Nemačkoj je deo šireg autonomnog pokreta, koji je jedan od najjačih u Evropi. Vrhunac je doživeo početkom 1980-ih godina u Berlinu, Hamburgu i drugim zapadno nemačkim gradovima, a 1989. rušenjem berlinskog zida se proširuje i na istočni deo Nemačke. U Nemačkoj je skvoterski pokret jedan od najvećih protivnika rastućeg neonacizma.

### Irska
Skvotiranje u Irskoj se javlja 1970-ih godina, inicirano najpre od mladih porodica i parova koji su tražili krov nad glavom. 1976. godine je Dablin Korporacija bila primorana da da smeštaj stotinama skvotera. Par decenija kasnije, javlja se i skvotiranje kao kontrakulturni pokret, iz potrebe za autonomnih javnim prostorom.

### Velika Britanija
Skvoterski pokret u Velikoj Britaniji se razvio posle Drugog svetskog rata iz pokreta za pravedniju distribuciju stanovanja, a najjači talas skvotiranja se javlja od 1968. godine do kraja 1970-ih, podstaknut stambenom krizom i hipi pokretom. Od tada, skvoterski pokret traje, promenljivim intenzitetom, do danas. Skvoteri su Britaniji imaju svoju mrežu, a u Londonu već preko 30 godina deluje Pravno savetovalište za skvotere.

### Francuska
Skvoterski pokret u Francuskoj se najviše razvio poslednjih nekoliko godina, naročito od 2000. godine naovamo. Dosta je jak u većim gradovima (Parizu, Dižonu, Grenoblu, itd.) i delom je uključen u altermondijalistički pokret. Francuski skvotovi se najčešće dele na umetničke, političke i emigrantske.

### SAD
Skvoterski pokret u SAD je slabije razvijen nego u Evropi, pa u većini gradova skvotovi nisu potrajali duže od par meseci (izuzeci su Njujork, San Francisko, Boston, Vašington...). Takođe, skvotiranje beskućnika i siromašnih je više rasprostranjeno u SAD nego u Evropi, gde je skvoterski pokret više povezan sa kontrakulturom. Skvotovi za stanovanje u SAD se mogu podeliti na dve vrste: tzv. “skvotovi zadnjeg prozora” (back window squats), koji su češći, i u njih se beskućnici ušunjaju da bi neprimećeni u njima živeli i “skvotovi prednjih vrata” (front door squats) gde stanari slobodno ulaze i izlaze.

### Srbija
Skvotiranje kao vid aktivizma se javlja u Srbiji početkom 2000-tih i u Beogradu nastaje nekoliko javnih skvotova koji su služili kao društveni centri. Jedan za drugim su se pojavljivali: Rebel House u Dobračinoj, AKC Akcija ispod Brankovog mosta i KUDRUC u Kralja Milutina.

### Bivša Jugoslavija
Na prostorima bivše Jugoslavije najstariji i najveći skvot je nekadašnja kasarna JNA Metelkova u Ljubljani koja je 1993. skvotirana i preuređena u ogroman alternativni kulturni centar.
U Hrvatskoj, najveći i najdugovečniji skvot je takođe bivša vojarna JNA Karlo Rojc u centru Pule, površine oko 20.000 kvadratnih metara, koju od 1991. polako naseljavaju šarene skupine bendova, aktivista, umetnika, manjina, udruženja i pojedinaca koji tu nalaze mesto za rad, organizovanje, hakovanje – ukratko, autonomno područje za proizvodnju sopstvene kulture. U Zagrebu se skvotiranje javlja devedesetih kao reakcija na nedostatak prostora alternativne kulture te se kao mesta skvotiranja pojavljuju Kuglana, Taxi remont i Tvornica Jedinstvo, međutim nijedan od nabrojanih više ne postoji - što zbog upada policije, naci skinhedsa ili gradskih vlasti. Poslednji pokušaj skvotiranja u Zagrebu bila je Vila Kiseljak.
U Mostaru je 1990-ih omladina skvotirala ratom razrušenu zgradu doma kulture Abrašević, koja je kasnije renovirana, legalizovana i pretvorena u OKC Abrašević, koji je danas centar alternativnih kulturnih dešavanja. U Sarajevu je 2004. umetnička ekipa zauzela tri prazne barake koje su preuredili u umetnički skvot "Barake", koji je trajao oko godinu dana, dok nije srušen.

## Poznati skvotovi
- Austrija
  - EKH, Beč
- Belgija
  - Univerzalna ambasada, Brisel
- Brazil
  - Prestes Maia, Sao Paulo
- Češka
  - Ladronka (iseljen 9. novembra 2000)
  - Milada
- Danska
  - Kristijanija, Kopenhagen
  - Ungdomshuset, Kopenhagen
- Finska
  - Siperia , Helsinki (izgoreo)
- Francuska
  - Tanneries , Dižon
  - 59 Rivoli, Pariz 
  - Beluet
- Hrvatska
  - Karlo Rojc, Pula
  - Vila Kiseljak, Zagreb
- Nemačka
  - Anatopija (iseljena)
  - Au, Frankfurt
  - Kepi, Berlin
  - Duncker Strasse, Berlin
  - Umetnička kuća Taheles, Berlin
  - Eimer, Berlin
  - Hafenštrase, Hamburg
  - Rote Flora, Hamburg
- Grčka
  - Vila Amalija, Atina
  - Tera Incognita, Solun
- Italija
  - Bussana Vecchia, Ligurija
  - CasaPound, Rim
  - , Rim
  - Forte Prenestino, Rim
  - Centro Popolare Autogestito
  - DAMM, Napulj
  - Officina 99, Napulj
  - Leonkavalo, Milano
  - Molino (socijalni centar)
- Litvanija
  - Užupis
- Mozambik
  - Grande Hotel Beira
- Holandija
  - ASCII (skvot), Amsterdam
  - NDSM, Amsterdam
  - ELF eksperiment, Amsterdam (iseljen)
  - , Hag (iseljen)
  - Fort Pannerden, Gelderland
  - EuroDusnie, Lajden
  - Slakhuis
- Poljska
  - Rozbrat, Poznanj
  - Elektromadonna
- Srbija
  - Rebel Haus (iseljen)
  - AKC Akcija (iseljen)
  - KUDRUC (napušten)
- Slovenija
  - Metelkova mesto, Ljubljana
  - Tovarna Rog, Ljubljana
- Španija
  - Kan Kadenas, Barselona
  - Kan Masdeu, Barselona
  - La Makabra, Barselona
  - Kino Princeza, Barselona (iseljen)
  - Navalkejigo
  - Kan Paskal
- Švajcarska
  - , Ženeva
  - , Bern
  - , Cirih (iseljen)
  - Rote Fabrik
- Velika Britanija
  - Sealand, mikronacija
  - A-Spire, Lids
  - Rampart socijalni centar, London
  - Londonski socijalni centar, London
  - , London (iseljen 2005)
  -  , Notingem
  - Egzodus kolektiv (legalizovan)
- SAD
  - ABC No Rio, Njujork
  - C-skvot, Njujork
  - , Berkli, Kalifornija

## Slogani
- Svako ima pravo na krov nad glavom.
- Skvotiraj svet!
- Smeštaj svima!
- Svakom čoveku kuća, svakoj kući čovek.
- Zašto stvarate kriminalce od ljudi bez doma?
- Kuće beskućnicima!
- Stambena prava ispred vlasničkih prava.
- Stan pripada onom ko u njemu živi.
- Zauzmi, naseli, oživi.
- Mi gradimo, vi rušite!
- Stanove, ne poslovne prostore.
- Kada živeti postane luksuz, skvotiranje je tvoje pravo.

## Zakon
Skvotiranje je različito tretirano u zakonodavstvima raznih zemalja. U Holandiji je skvotiranje legalno kada je prostor napušten više od godinu dana. U velikom broju zemalja je prekršaj, koji se rešava građanskom parnicom skvotera i vlasnika, dok je u nekim zemljama, poput Škotske, krivično delo. Najstrože je tretirano u Teksasu, gde čovek može biti ubijen na mestu prilikom neovlaštenog ulaska na tuđ posed. Borci za reformu zakona postavljaju pitanje: “Da li skvotiranje treba smatrati zločinom ili je veći zločin uskratiti krov nad glavom onima kojima je neophodan.“

## Literatura
- Adilkno, Cracking the Movement
- Hans Pruijt, Is the institutionalization of urban movements inevitable?
- Justus Uitermark, Framing urban injustices: the case of the Amsterdam squatter movement
- Adam Bregman, Italy's Cultural Underground
- Andrea Membretti: Centri Sociali Autogestiti: Territori in Movimento
- George Katsiaficas, The Subversion of Politics Архивирано на веб-сајту  (30. септембар 2018)
- Rebel Mouse, Sloboda ili kapitalizam u skvotovima na Zapadu?!
- Edgar Buršić, Squatterski pokreti u zapadnoj Europi, diplomski rad, Odsjek za sociologiju Filozofskog fakulteta sveučilišta u Zagrebu
- Eugen Vuković, Skvotiranje u Zagrebu Архивирано на веб-сајту  (10. март 2007)
- Jelena Škara, Skvotiranje, studentski rad, Fakultet političkih nauka Beograd
- Damjan Pavlica, Skvoterski pokret

## Spoljašnje veze
- sq@t!net
- Skvoterski onlajn priručnik
- Prazna velika kuća - tekst iz Vremena
- Okupatori napuštenih zgrada - tekst iz Politike
- Rojc Pula
- KUDRUC (stari sajt)